# Вікторіно де ла Пласа
Вікторі́но де ла Пла́са (ісп. Victorino de la Plaza; 2 листопада 1840, Сальта — 2 жовтня 1919, Буенос-Айрес) — аргентинський адвокат, військовик і політик. Займав посаду президента Аргентини з 9 серпня 1914 по 12 жовтня 1916 року. Учасник Війни Потрійного Альянсу.